# 渥太華卡爾頓交通局

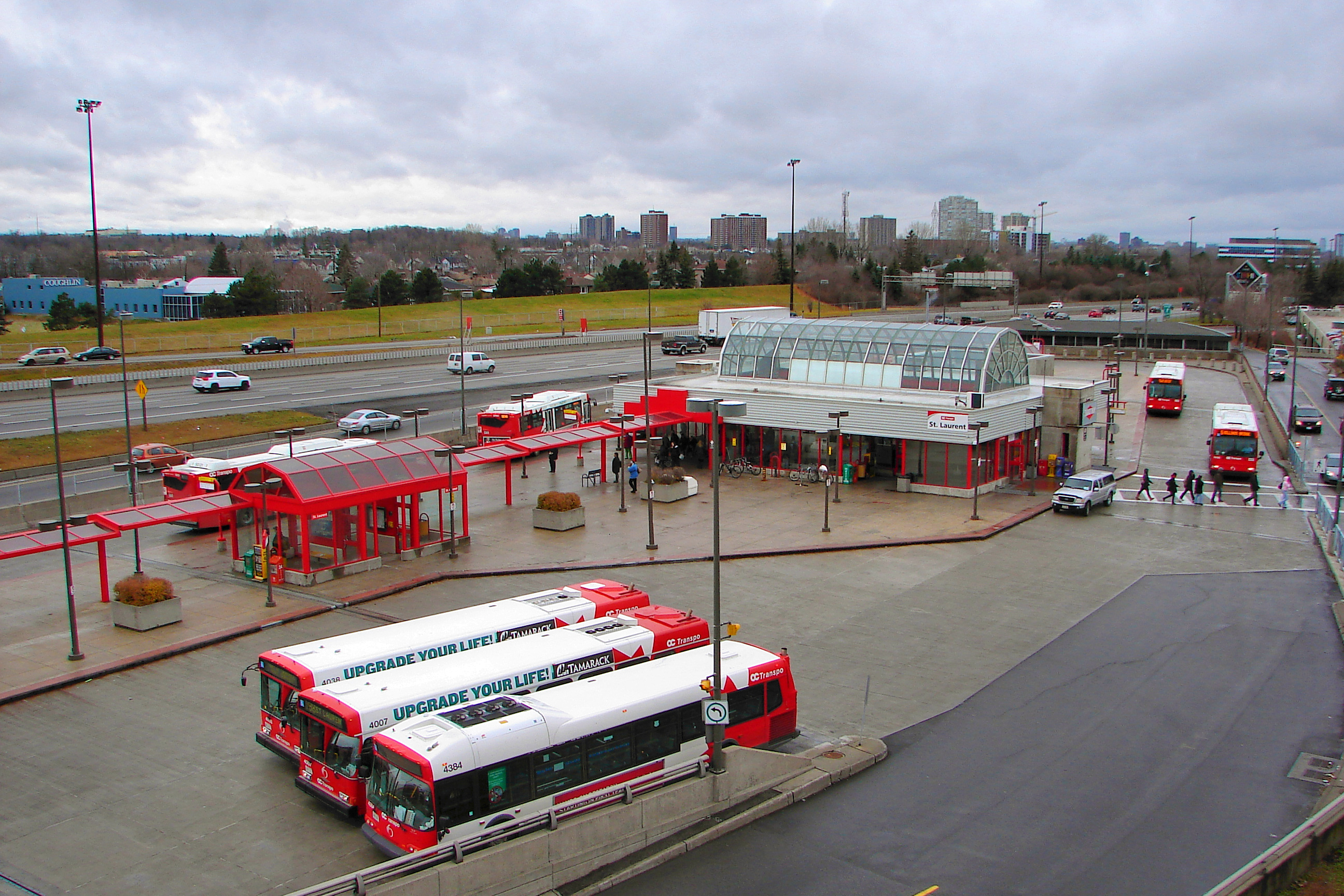
渥太華巴士快速交通系統的聖洛康站

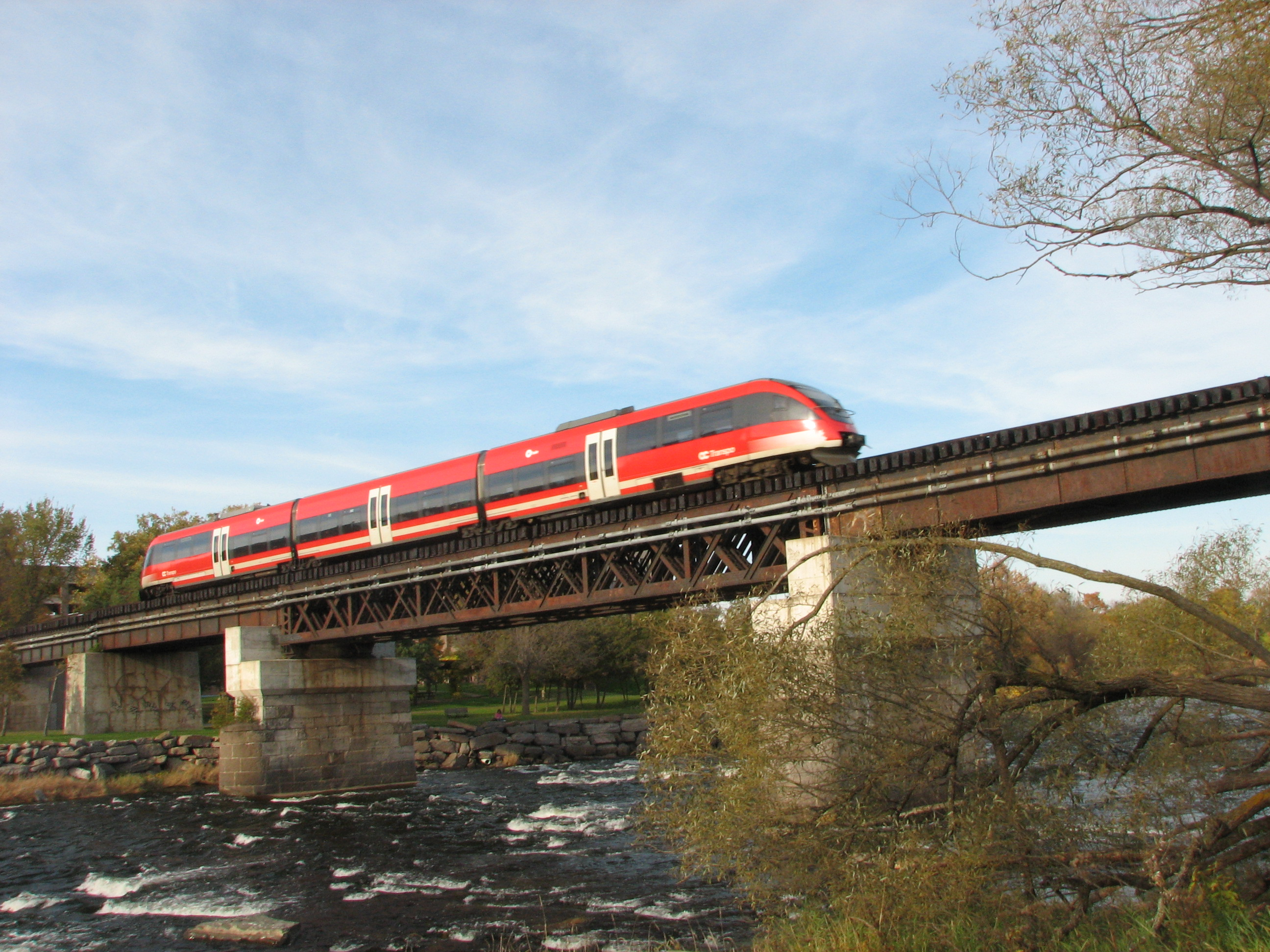
一列渥太華輕鐵列車

渥太華卡爾頓交通局（英語）是加拿大安大略省渥太華市的公共交通機構，在市内營運普通巴士、巴士快速交通系統（BRT）、輕鐵、以及為傷殘人士和長者而設的電召交通服務。除了渥太華市之外，交通局亦於部分時段營運巴士線通往渥太華河對岸的魁北克省加蒂諾市，以及普雷斯科特和羅素聯合縣的羅素鄉。

## 历史
此機構於1973年成立，接管渥太華-卡爾頓區（Regional Municipality of Ottawa-Carleton）内各城鎮的公共交通服務。交通局的正式英語名稱為，但以的名義營運，以便當局以英法雙語向民眾溝通時仍可使用單一名稱。渥太華-卡爾頓區的行政架構與其轄下城鎮於2001年合併成新的渥太華市後，交通局沿用一名。
渥太華市議會於2012年12月通過興建一條全新東西向輕鐵線穿越該市中心；項目取名為聯邦線（Confederation Line），於2017年通車，取代渥太華市中心的BRT路段，實際於2019年通車。。

## 收費
乘客可使用硬幣、車票或Presto智能卡支付交通局車資；車票和智能卡需預先在指定商戶或BRT車站購買。以現金或車票支付車資的乘客登車後可獲發轉乘証；轉乘証有效期限在星期一至六日間為90分鐘，在星期一至六晚上（傍晚6時起）、星期日和假日則為105分鐘。
下列收費從2025年1月1日起生效：
| 类别                                       | 价格                                       | 类别                | 价格     |
| ------------------------------------------ | ------------------------------------------ | ------------------- | -------- |
| 现金                                       | $ 4.05                                     | Presto 和 O-Payment | $ 4.00   |
| 老者（65岁以上）                           | $ 3.20                                     | 11至12岁            | $ 2.00   |
| 儿童（10岁以下）                           | $0.00 (免费)                               | EquiPass            | $ 1.75   |
| 社区票（Community）                        | $1.75                                      | ParaTranspo 农村    | $ 10.75  |
| 日通票                                     |                                            |                     |          |
| 1 日票                                     | $ 12.00                                    | 3 日票              | $ 30.00  |
| 5 日票                                     | $ 47.75                                    | 7 日票              | $ 56.75  |
| 2人1日票 （2-for-1 daypass, 仅周末和节日） | 2人1日票 （2-for-1 daypass, 仅周末和节日） | $ 12.00             | $ 12.00  |
| 月通票（每月通行证在月初14天之前发售。）   |                                            |                     |          |
| 成人（20岁及以上）                         | $135.00                                    | 青年（11-19岁）     | $ 104.00 |
| 老者（65岁及以上）                         | $ 58.25                                    | EquiPass            | $ 58.25  |
| 社区票（Community）                        | $ 43.25                                    | 通行证 （Access）   | $ 43.25  |

各乘客類別的輕鐵車資與單程普通巴士路線相同，可互相换乘。

## 外部連結
- （英文）（法文）OC Transpo （页面存档备份，存于）－渥太華卡爾頓交通局網站